# فرودگاه شهری پرینستن، مینه‌سوتا
 فرودگاه شهری پرینستن، مینه‌سوتا (به انگلیسی: Princeton Municipal Airport (Minnesota)) یک فرودگاه همگانی بهره‌برداری هوایی است که یک باند فرود آسفالت دارد و طول باند آن ۱۱۸۹ متر است. این فرودگاه در کشور ایالات متحده آمریکا قرار دارد و در ارتفاع ۲۹۹ متری از سطح دریا واقع شده است.